# Johannes Schilling

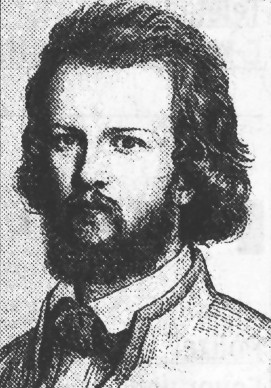
Johannes Schilling.

Johannes Schilling, född 23 juni 1828 i Mittweida, Sachsen, död 21 mars 1910 i Klotzsche, Dresden, var en tysk skulptör. Han var sonson till författaren Friedrich Gustav Schilling, far till författaren Heinar Schilling och svärfar till kemisten Arthur Hantzsch i dennes första äktenskap.
Schilling studerade i Dresden för Rietschel och Hähnel samt ett år för Drake i Berlin. Efter en tvåårig vistelse i Italien 1854–1956 var han verksam i Dresden. Bland hans många alster är främst att nämna fyra grupper av Dygnets timmar – i sandsten, senare förgyllda – vid uppgången till Brühlska terrassen samt monument över Rietschel (1876) och Semper (1892) där, Schillermonumentet i Wien (1876), ett krigarmonument i Hamburg (1877), Luther och Melanchthon, statygrupp i Leipzig (1883), kung Johans ryttarstod i Dresden (1889), Vilhelm I:s ryttarstaty i Hamburg 1903. Hans största verk är nationalmonumentet Niederwalddenkmal i Rüdesheim am Rhein vid Rhen till minne av fransk-tyska kriget 1870–1871. Bland hans dekorativa verk märks den kraftiga och livfulla gruppen Dionysos och Ariadne på en vagn, dragen av pantrar, på Dresdens hovteaters fasad. Åren 1868–1906 var Schilling professor vid Dresdens konstakademi. År 1908 erhöll han titeln excellens. Hans konstnärliga kvarlåtenskap samlades i "Schilling-Museum" i Dresden, vilket förstördes under andra världskriget.